# Konojedy (zámek)
Zámek Konojedy byl původně tvrzí, později zámkem a špitálem, který byl po roce 1746 přebudován na klášter řádu služebníků Mariiných – servitů. Klášter, zrušený v roce 1786 Josefem II., upravil potomek jeho zakladatelů Jan František Kristián Swéerts-Špork koncem 18. století opět jako zámek. 
Zámek se nachází ve stejnojmenné vesnici, která je administrativně součástí města Úštěka v okrese Litoměřice v Ústeckém kraji. Servitský klášter v Konojedech založil František Karel Swéerts-Sporck před polovinou 18. století. Zámek je od roku 1964 chráněn jako kulturní památka.

## Historie

### Starý zámek
První písemná zmínka o konojedské tvrzi pochází až z roku 1451. Již předtím ale ve vesnici pravděpodobně existovalo panské sídlo vladyků z Konojed, jejichž rod je zde připomínán mezi lety 1360–1451. V roce 1451 Běta z Konojed prodala vesnici se dvorem svému manželovi Ctiboru z Tloskova. 

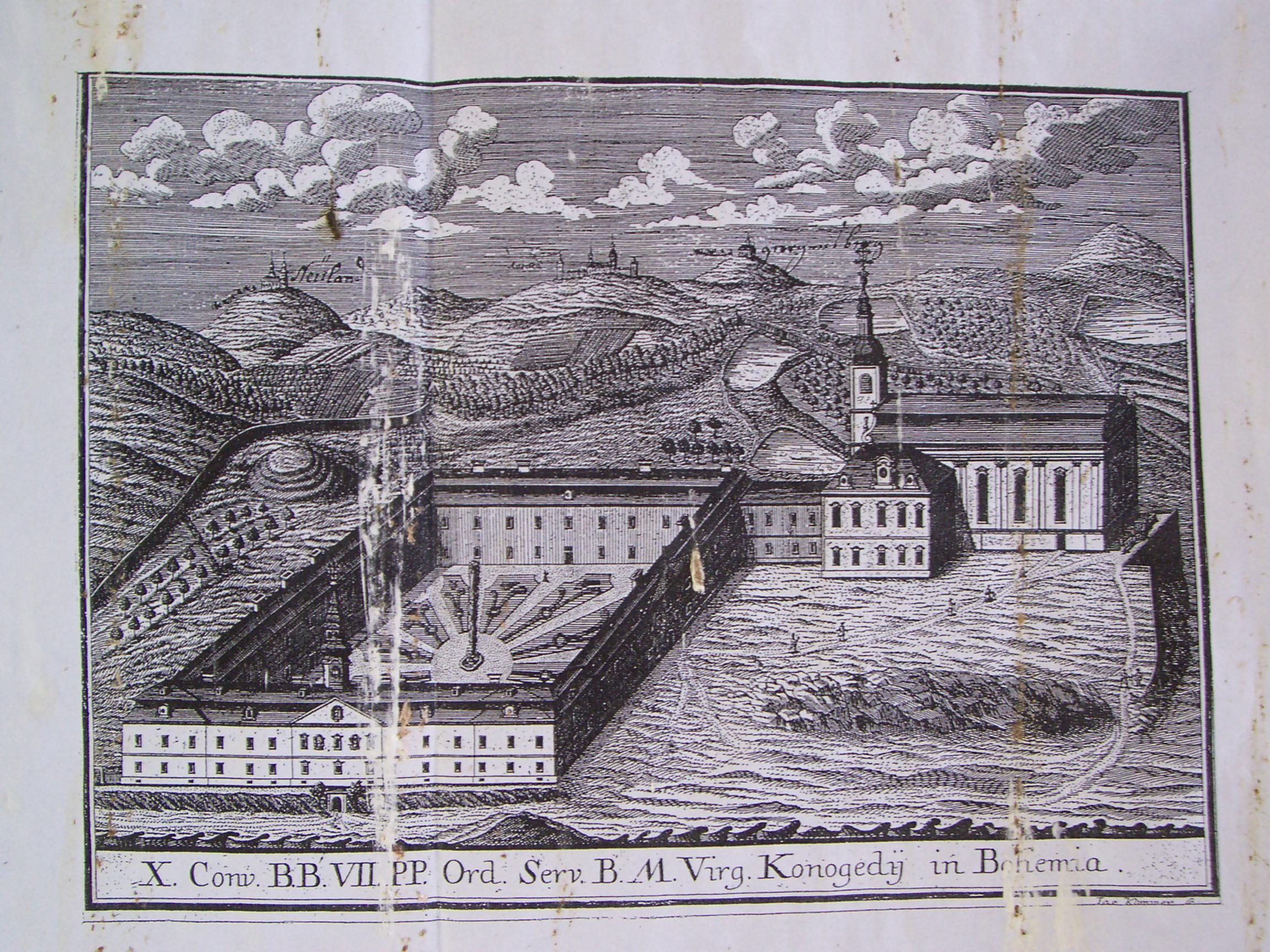
Konojedský kostel s klášterem na rytině z 18. století

Roku 1509 panství získali Konojedští z Pojetic, z nichž Vilém nechal v polovině 16. století přestavět starou tvrz na renesanční zámek.
Poslední mužský příslušník rodu Konojedských, Albrecht, zemřel během stavovského povstání v roce 1620. Za jeho účast na povstání byl rodinný majetek zkonfiskován, a roku 1623 ho koupil kladský zemský hejtman Adam Gotfrýd Berka z Dubé za 53 783 kop míšeňských grošů, ze kterých dostala vdova po Albrechtovi jednu třetinu. Konojedy později sňatkem získal Zdeněk Lev Libštejnský z Kolovrat (1588–1640) a po jeho smrti zadlužené panství koupil roku 1650 Jan Antonín Špork, po kterém je zdědil jeho syn, hrabě František Antonín Špork.
Někdy ve druhé polovině 17. století byl zámek barokně upraven. Hrabě F. A. Špork v zámku roku 1699 zřídil lékárnu a špitál pro 45 chudých. Jako zastánce náboženské tolerance vydával knihy ve své tajné tiskárně. Po prozrazení byla jeho knihovna zkonfiskována, ale část knih se pokusil ukrýt právě na konojedském zámku. V roce 1729 byl zámek pod dohledem vojáků prohledán zvláštní komisí a knihy zabaveny. Nemocnice v zámku fungovala až do konce 18. století, kdy byly jeho budovy zbořeny při stavbě kláštera.

### Klášter

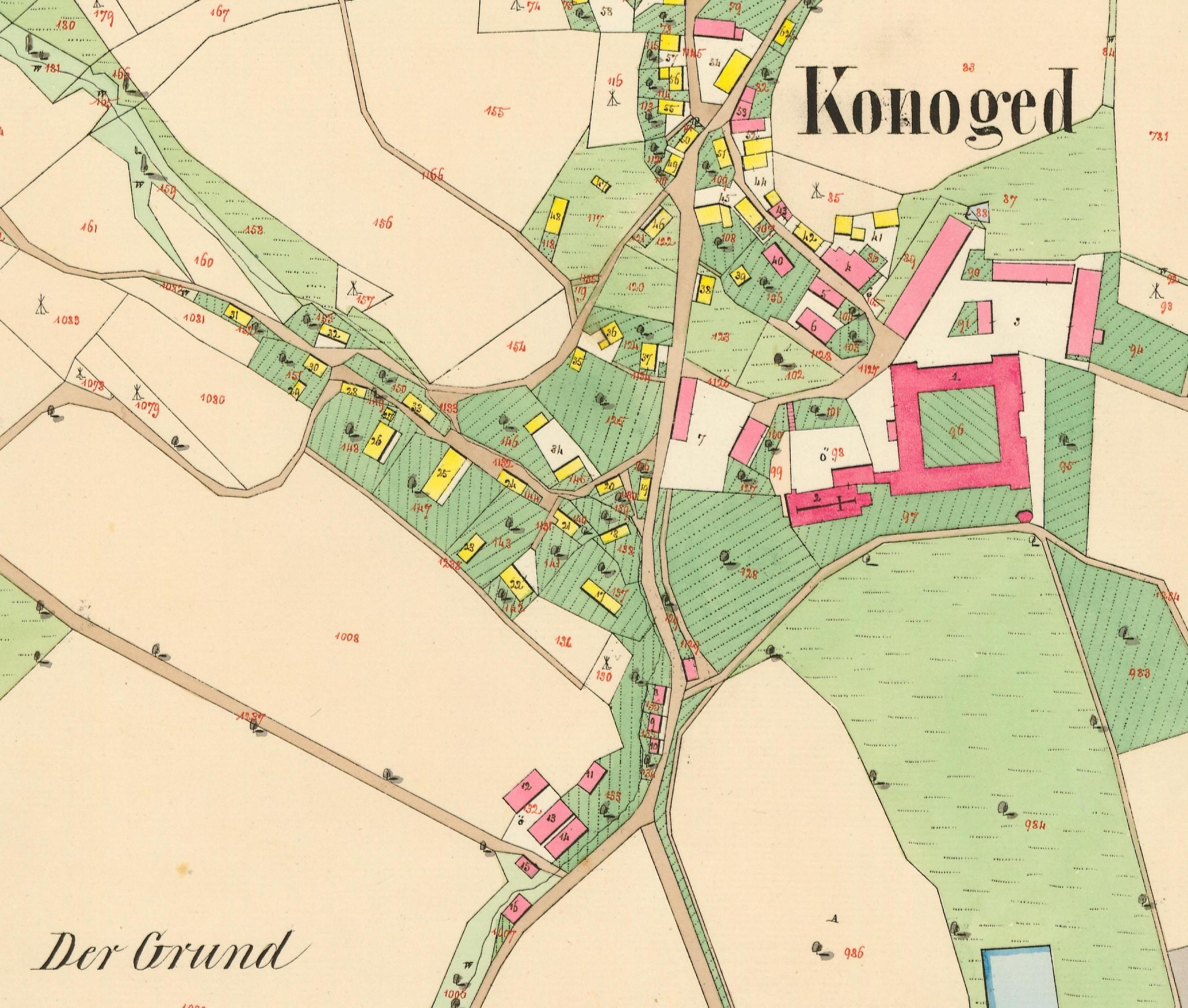
Konojedy v roce 1843 na Císařském otisku mapy stabilného katastru

Po smrti Františka Antonína Šporka panství zdědila dcera Anna Kateřina provdaná roku 1712 za Františka Karla Swéerts-Šporka. Oba manželé založili 28. dubna 1739 nadaci pro dvacet servitů. Podle fundační listiny ze 7. prosince 1746 přenechali jako dík za uzdravení jediného syna servitům zámek s kostelíkem. Pro klášter byl postaven nejdříve nový kostel spojený později krytou chodbou s novou budovou kláštera (1758). Celé dílo bylo ukončeno slavnostním vysvěcením oltářů litoměřickým biskupem Emanuelem Arnoštem Valdštejnem 20. června 1762.
První servité přišli do Konojed z Prahy 15. ledna 1747 a bydleli do dostavby kláštera ve dvoře. Šporkovská nadace poskytla konventu kromě šedesáti tisíc zlatých také přesně vymezené naturálie a dala servitům právo používat velké zahrady, ozdobné i ovocné, dvůr a hospodářské budovy.
Klášter však existoval jen krátce, roku 1786 byl zrušen v rámci církevních reforem císaře Josefa II. Klášterní kostel zasvěcený Nanebevzetí Panny Marie se stal farním, konvent zbudovaný ke cti sedmi zakladatelů řádu (Bonfilius Monaldi, Bonajunkta Manetti, Manettus dell' Antella, Amadeus Amidei, Hugo Lippi-Ugoccioni, Sosteneus di Sostegno a Alexis Falconieri[zdroj?]) byl přeměněn na zámek. Vnitřní zařízení konventu přešlo do litoměřické rezidence.
Od 17. října 1786 zde zůstal duchovním správcem Raymund Weigner, který byl posledním českomoravským provinciálem servitů před josefinskými reformami. Od roku 1789 byl Weigner ustanoven jako první farář v Konojedech.

### Nový zámek

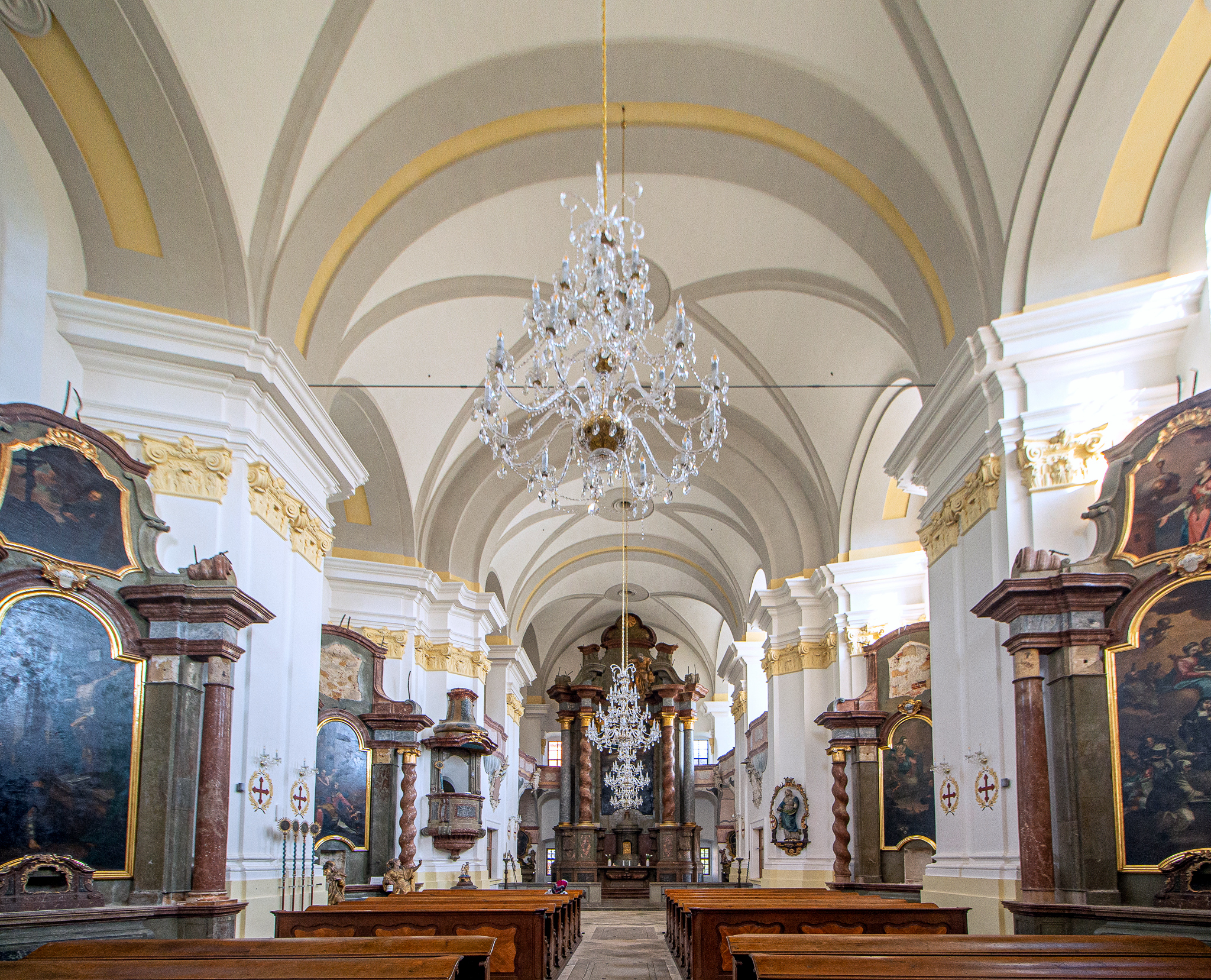
Interiér nově opraveného kostela

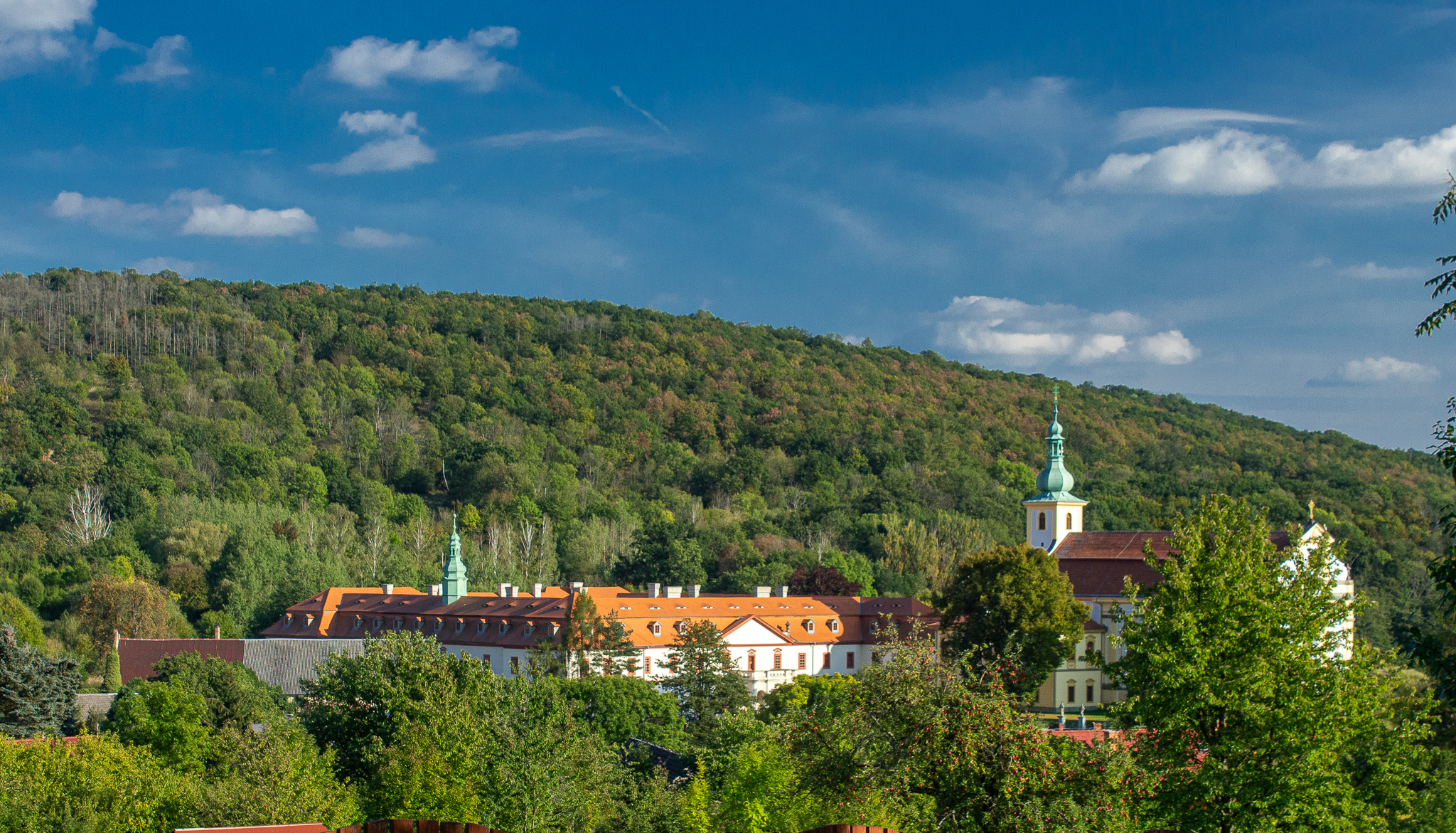
Pohled na areál bývalého kláštera od západu, rok 2022.

Budovy zrušeného kláštera koupil vnuk zakladatele, Jan Kristián Swéerts-Špork za šedesát tisíc zlatých a jejich interiér nechal upravit pro potřeby bydlení své rodiny. V roce 1802 zámek zdědila jeho dcera, ale již o dva roky později ho prodala za 500 tisíc zlatých. Kupcem se stal Ludvík Sulzer z Fuldy, který zámek vlastnil jen do roku 1813, kdy ho vyměnil s Vincencem Wiederspergerem z Wiederspergu. Už v roce 1819 však jeho dědicové uspořádali veřejnou dražbu, ve které zámek koupil úštěcký lékárník Ignác Piller pro svou dceru. Její syn Josef Mayer panství prodal rodině Delhaesů, které patřil do roku 1945.

### Současný stav
Ve druhé polovině 20. století zámek i s kostelem Nanebevzetí Panny Marie využívala armáda a objekt velmi zchátral. V roce 2007 budovy získal soukromý vlastník, který provádí rozsáhlou rekonstrukci celého objektu. U zámku, kde byla propadlá část střechy, bylo v roce 2014 již hotové nové zastřešení, fasáda a okna zámku i kostela. 
Zchátralý kostel, který byl ještě z dob socialismu poškozen odstřelovacími pracemi v nedalekém lomu, měl narušenou statiku a byl několikrát vykraden. O jeho obnovu se zasadila Společnost pro obnovu památek Úštěcka. Za symbolický poplatek 1 korunu od církve získal nový majitel zámku a kostel byl opraven společně se zámkem. Náklady na opravu kostela byly 32 milionů korun a tato částka byla z 90 % uhrazena z dotace z tzv. Norských fondů.

## Stavební podoba
Patrová budova zámku má čtyři křídla postavená okolo čtvercového dvora. Do dvora se vstupuje mladším klenutým podjezdem z konce 18. století v západním křídle. Před průčelí předstupuje osový rizalit zakončený trojúhelníkovým štítem.

## Zámecký areál

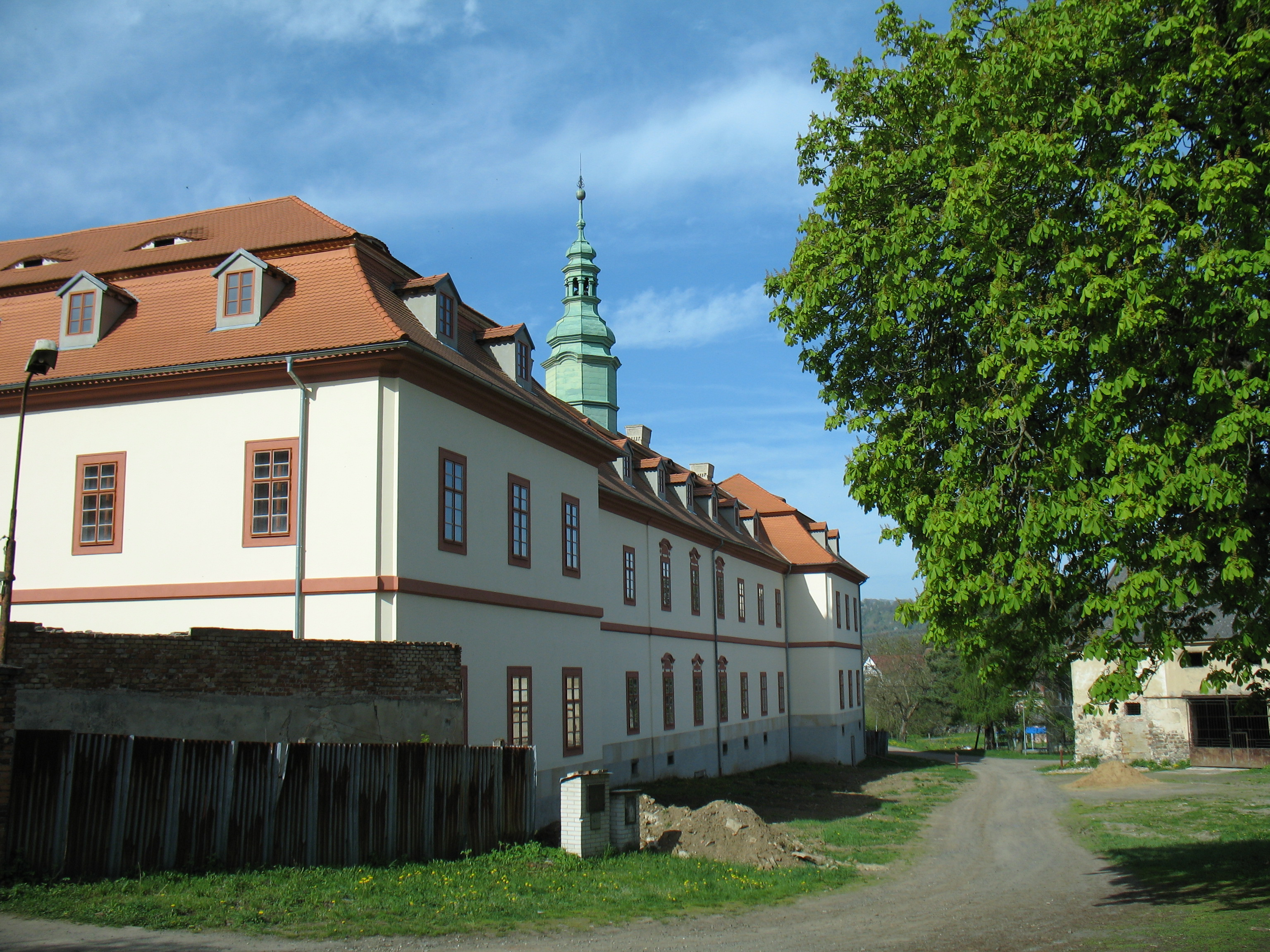
Severní křídlo zámku
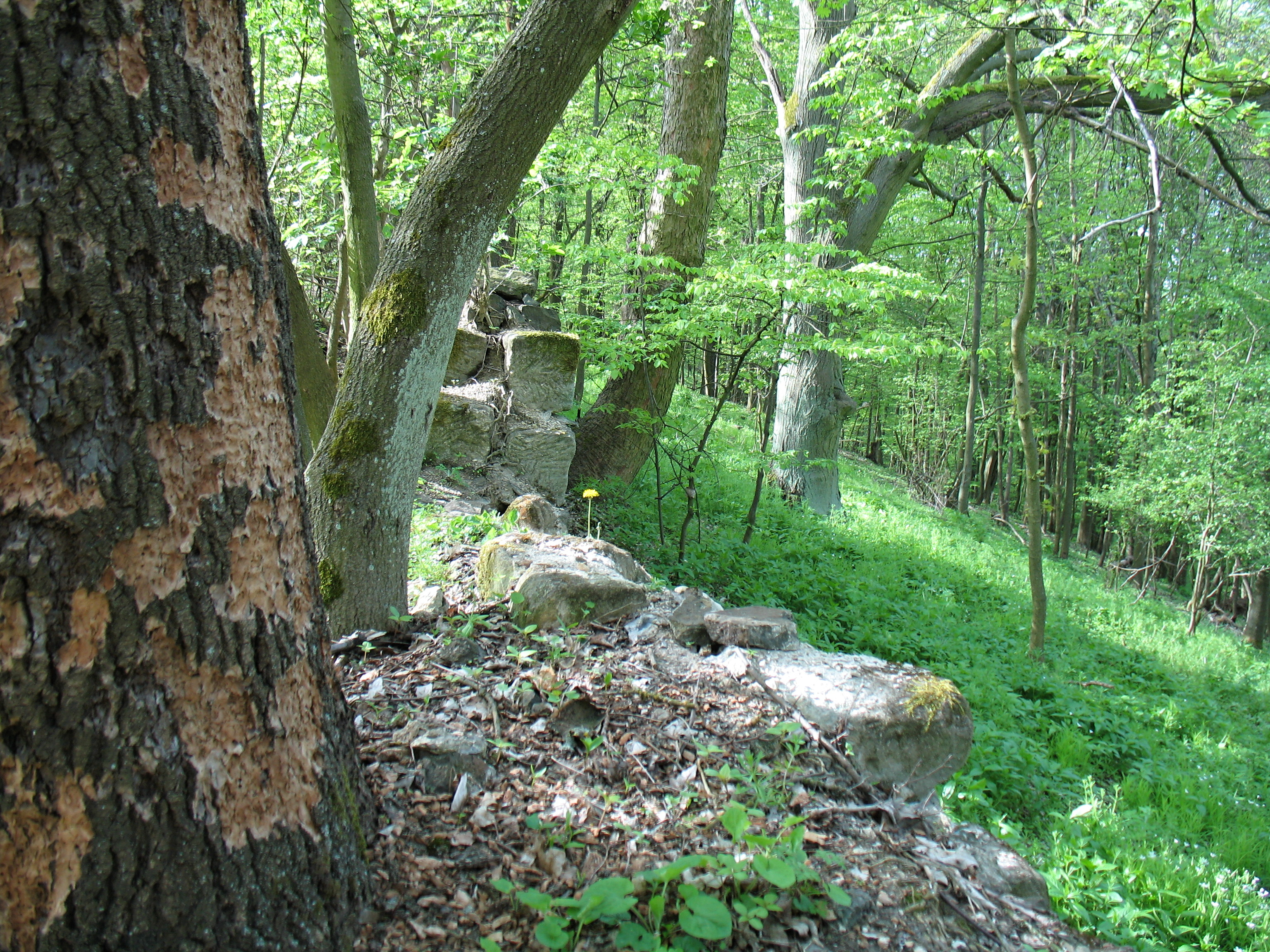
Pozůstatky východní zdi
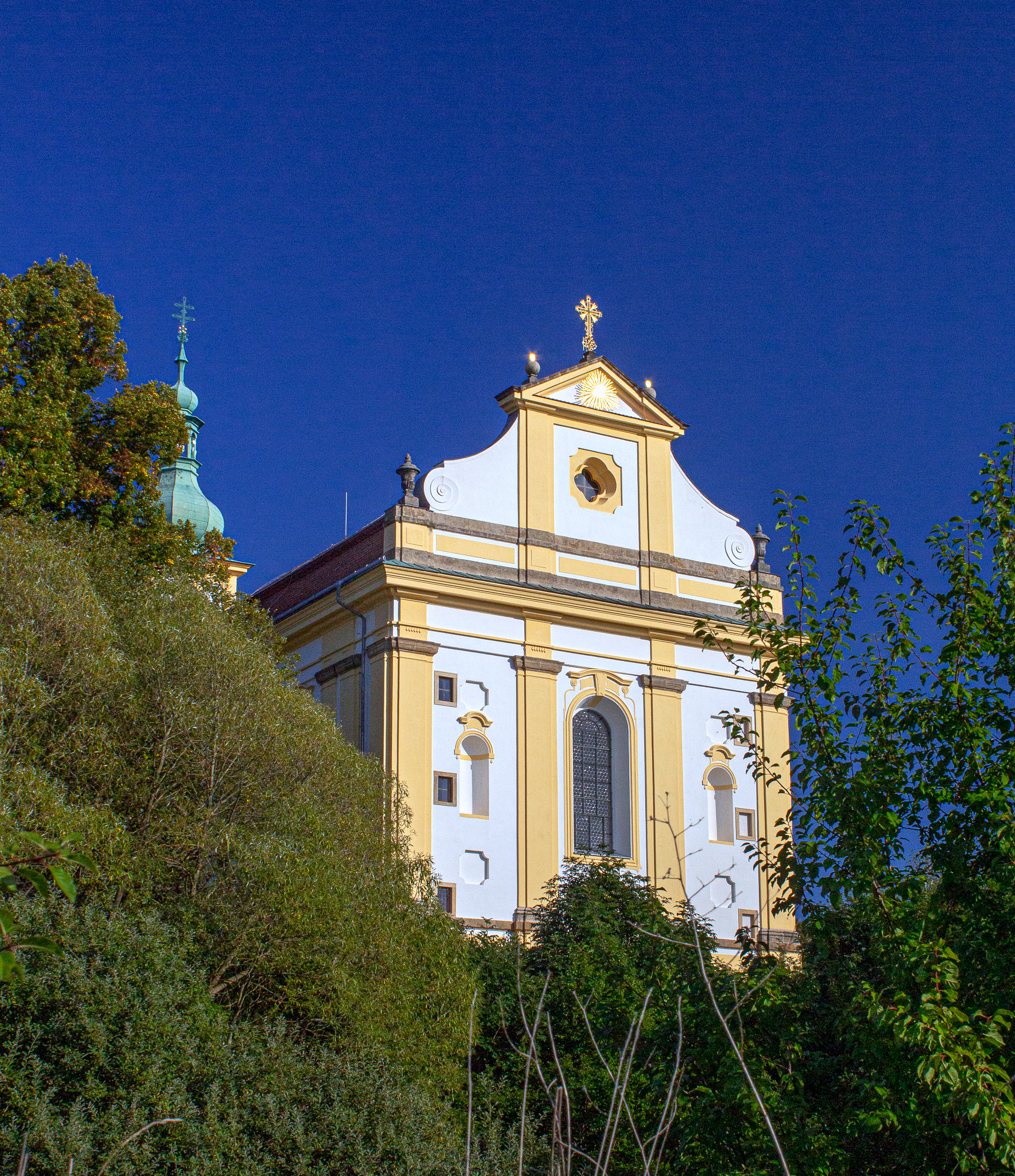
Západní strana areálu - kostel Nanebevzetí Panny Marie
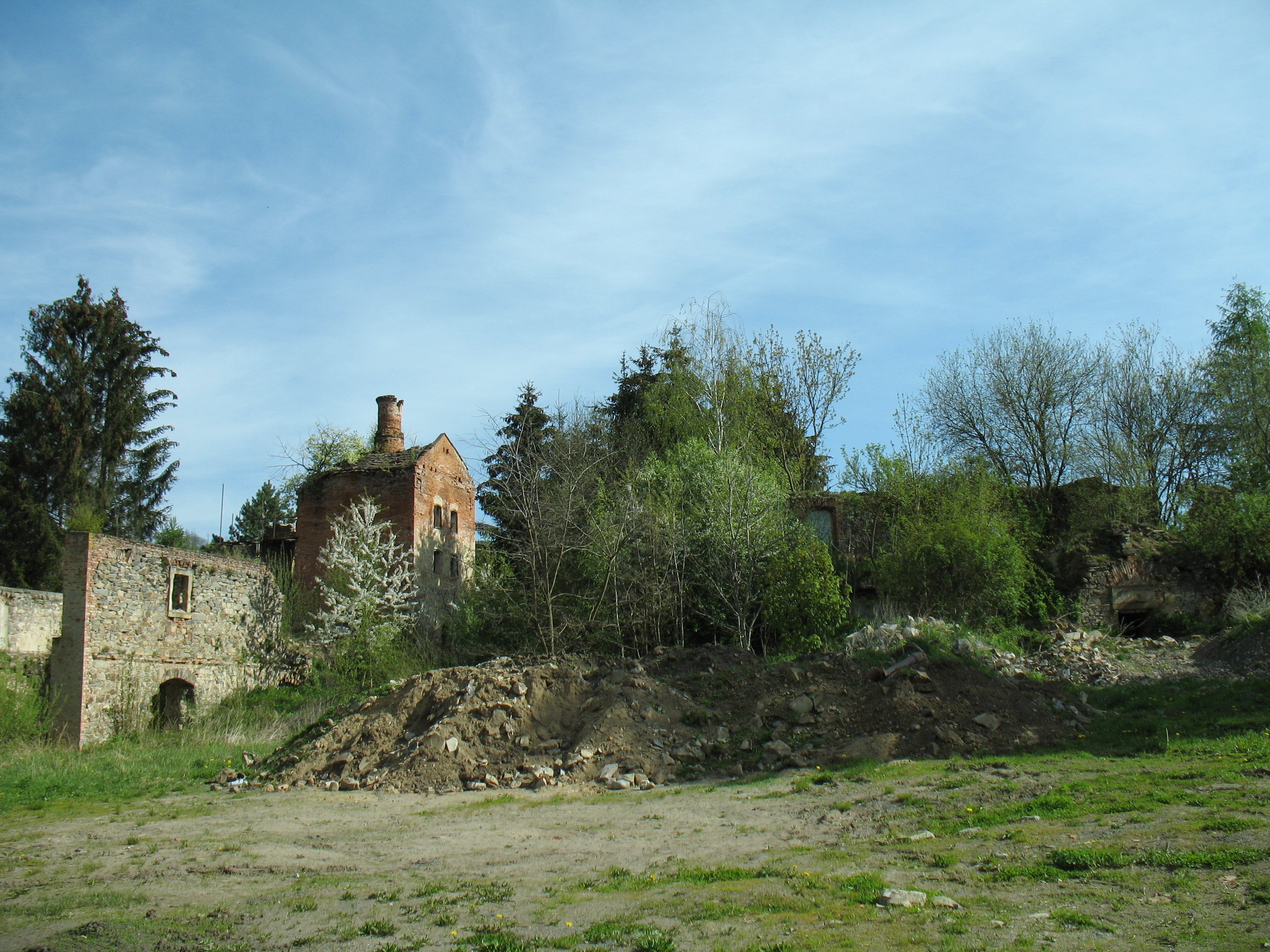
Ruiny pivovaru
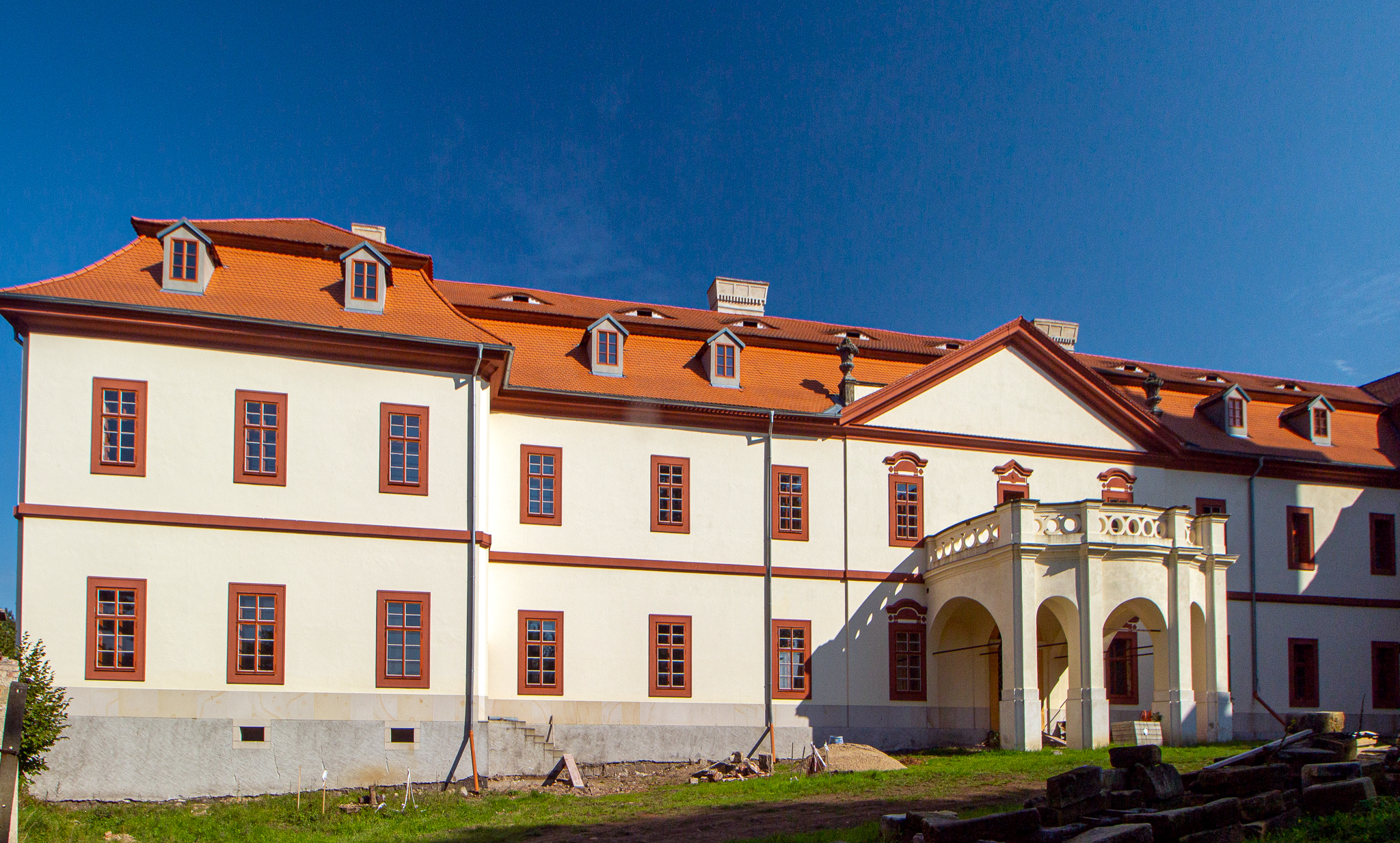
Pohled od severozápadu
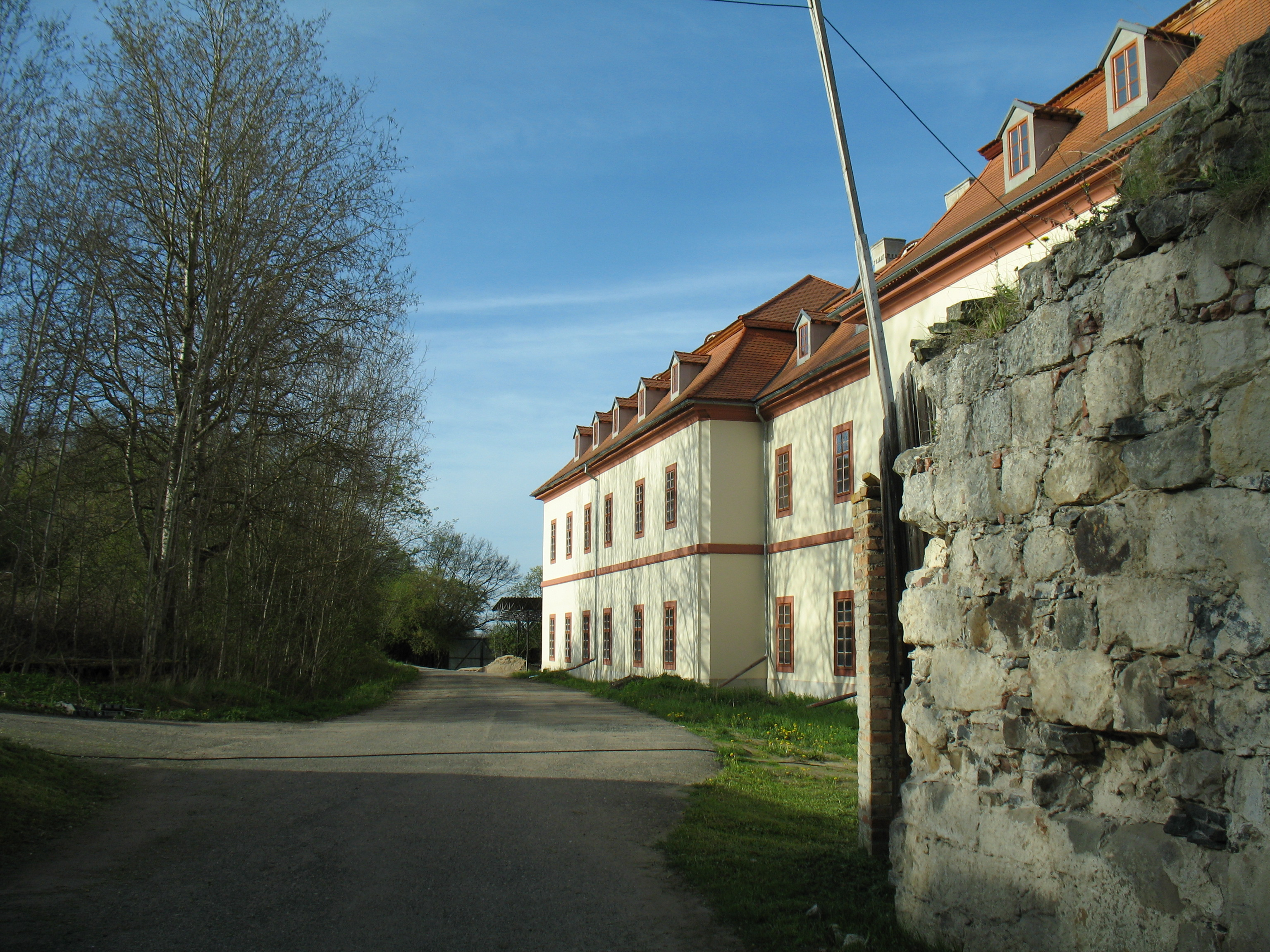
Východní křídlo zámku